# Arthur Green (cầu thủ bóng đá, sinh năm 1928)
Arthur Green (sinh ngày 28 tháng 4 năm 1928 – 1992) là một cầu thủ bóng đá, thi đấu cho Burscough, Huddersfield Town và Burton Albion. Ông sinh ra ở Liverpool.